# Villar del Pozo
Villar del Pozo é um município da Espanha na província de Ciudad Real, comunidade autónoma de Castilla-La Mancha, de área 13,19 km² com população de 117 habitantes (2004) e densidade populacional de 8,87 hab/km².

## Demografia
| Variação demográfica do município entre 1991 e 2004 | Variação demográfica do município entre 1991 e 2004 | Variação demográfica do município entre 1991 e 2004 | Variação demográfica do município entre 1991 e 2004 |
| --------------------------------------------------- | --------------------------------------------------- | --------------------------------------------------- | --------------------------------------------------- |
| 1991                                                | 1996                                                | 2001                                                | 2004                                                |
| 104                                                 | 106                                                 | 111                                                 | 117                                                 |